# Khatchkar de Limoges
Le khatchkar de Limoges est  à la fois un khatchkar et une stèle commémorative dédiée au génocide arménien situé dans le Jardin de l'Évêché de Limoges, en Nouvelle-Aquitaine.

## Description
La stèle commémorative de Limoges (Haute-Vienne) est un khatchkar sculpté à Erevan dans une pierre de tuf. Elle a été financée par un appel aux dons initié par l'association Caucase Arménie Plus entre 2021 et 2022.

## Historique
L'œuvre est inaugurée le samedi 23 avril 2022 à l'occasion de journées de commémorations du génocide arménien à Limoges,. A notamment été présent à l'inauguration le député Jean-Pierre Cubertafon de Dordogne qui est membre du Groupe d’amitié France-Arménie.
À cette occasion, a également eu lieu une messe de rite arménien commune entre catholiques et arméniens (apostoliques et catholiques arméniens) à la cathédrale Saint-Étienne de Limoges et présidée par le père Joseph Kélékian, de l'Éparchie Sainte-Croix de Paris des Arméniens, et Pierre-Antoine Bozo, évêque de Limoges.